# 向山巌
向山 巌（むこうやま いわお、1929年12月11日 -2017年8月17日）は、日本の経済学者、武蔵大学同窓会の初代会長。

## 来歴
東京市（現東京都江戸川区）生まれ。山梨大学学芸学部中退後、武蔵大学経済学部に三年時編入し卒業、東北大学大学院経済学研究科を修了し、武蔵大学講師、助教授、教授。2000年定年、名誉教授。北海道武蔵女子短期大学理事を務める。

## 著書
- 『アメリカ経済の発展構造』未来社 1966
- 『世界経済の潮流と日本』文真堂 1991
- 『経済学概論』文真堂 1992